# 才旦卓瑪
才旦卓瑪（藏語：ཚེ་བརྟན་སྒྲོལ་མ།，威利转写：tshe brtan sgrol ma，THL：Tseten Dolma，藏语拼音：Tseitain Zhoima，1937年6月—），女，藏族，西藏日喀則人，中国女高音歌唱家。

## 生平
生於西藏日喀則一個普通農民家庭，父母在西藏民主改革前都是農奴。1956年11月到1957年8月，在西藏日喀则文工团当学员。1956年，她在拉萨首次登台演出，后来曾向日喀则民间艺人穷布珍学唱藏族民歌以及古典歌舞曲「囊玛」。1957年8月到12月，在西藏公学预科学习。1958年底，赴上海音乐学院声乐系学习，师从王品素教授，1964年毕业。此后，历任西藏自治区歌舞团演员、团长，西藏自治区文化局副局长。1993年1月，当选西藏自治区第六届政协副主席。1998年5月，当选西藏自治区第七届政协副主席。

## 社会兼职
- 西藏自治区文学艺术界联合会主席
- 西藏自治区音乐舞蹈家协会主席
- 中国文学艺术界联合会第四届全国委员会委员，第五届全国委员会执行副主席，第六届、第七届、第八届副主席，第九届、第十届荣誉委员
- 中国音乐家协会第二届理事、第三届、第四届、第五届副主席，第六届、第七届、第八届、第九届顾问
- 中国西藏文化保护与发展协会副会长[1]
- 第五届全国人大常委会委员、第六届全国人大代表
- 第四、七、八、九届全国政协委员[1]

## 作品
1964年，大型音乐舞蹈史诗《东方红》在北京上演，才旦卓玛参加演出，演唱了《毛主席的光辉》，其独特的歌声受到了全中国观众的热烈喜爱。她演唱过的著名歌曲有《翻身农奴把歌唱》、《唱支山歌给党听》、《北京的金山上》、《阿玛列洪》、《我们再相聚》、《酒歌》等等。曾经录制唱片《美丽的西藏，可爱的家乡》。1980年之后，她陆续录制了不少独唱专辑唱片及磁带，1985年举行《才旦卓玛演唱音乐会》。1993年，凭借《唱支山歌给党听》，她的唱片在中国大陆热销。她和英国乐队EINGEMA的合作受到中国大学生及青年音乐爱好者的喜爱。她曾到世界许多国家访问演出。

## 影響
1963年，八一電影製片廠製作故事片《農奴》，才旦卓瑪演唱片尾曲《翻身農奴把歌唱》，該片在中國各地放映，各單位組織觀看。1964年，才旦卓瑪在大型音樂歌舞史詩《東方紅》中的演唱，把遙遠抽象的西藏帶到了中國人眼前。從此，《農奴》和才旦卓瑪作為新舊西藏的兩個具體形象，成為中國人對西藏認知的的兩個符號。